# Боголепов, Николай Павлович
Никола́й Па́влович Боголе́пов (1846—1901) — русский правовед-цивилист, министр народного просвещения (1898—1901), дважды ректор Московского университета, тайный советник (01.01.1896). Принятые правительством в 1899 году  «Временные правила об отбывании воинской повинности воспитанниками высших учебных заведений, удаляемыми из сих заведений за учинение скопом беспорядков»" снискали Боголепову всеобщую ненависть среди интеллигентной общественности и стали причиной его убийства бывшим студентом Карповичем. Старший брат Л.П.Боголепова и М. П. Боголепова.

## Биография
Родился 27 ноября (9 декабря) 1846 года; потомственный почётный гражданин, сын квартального надзирателя Павла Андреевича Боголепова (1808—1864) и Эмилии Карловны, урождённой Фильгабер.
Среднее образование получил в 1-й московской гимназии, которую окончил в 1864 году с золотой медалью. В 1868 году окончил юридический факультет Московского университета со степенью кандидата и в течение года служил чиновником сенатской канцелярии. Преподавал в семье сенатора А. К. Ливена, на дочери которого Екатерине Александровне (1849—?1918) он женился. С апреля 1869 года три года был профессорским стипендиатом юридического факультета (одновременно с этим — репетитором законоведения в Александровском военном училище), после чего в 1871—1873 годах читал курсы законоведения в Демидовском юридическом лицее, а в 1873—1876 годах в качестве «стороннего преподавателя» читал на факультете историю римского права и римские институции.

## Семья
Жена — Екатерина Александровна, урождённая княжна фон Ливен. Дети — Борис (?1879 — 1887), Татьяна (?1880 — 1887), Николай (1886) и Мария (1888 — 1905).

### Научная карьера
В конце 1876 года, после защиты диссертации «Значение общенародного гражданского права в римской классической юриспруденции» (М., 1876) был удостоен московским университетом степени магистра гражданского права, утверждён доцентом по кафедре римского права и командирован на два года за границу. Совершенствовал образование в университетах Швейцарии, Германии, Франции и Англии. Вернувшись в 1878 году в Москву продолжил чтение римского права в университете. В конце марта 1881 года защитил диссертацию «Формальные ограничения свободы завещаний в римской классической юриспруденции» (М., 1881), получил степень доктора гражданского права и в апреле был утверждён ординарным профессором. В 1881—1884 годах был секретарём совета юридического факультета Московского университета. Дважды был ректором Московского университета (1883—1887 и 1891—1893). Кроме того, начиная с 1881 по 1895 год Боголепов безвозмездно исполнял должность инспектора Ермолово-Мариинского женского института.  .
В 1883 был избран ректором в первый раз, но в 1887 добровольно ушёл с этой должности. Смерть в 1887 одного за другим троих детей Боголепова подорвала его здоровье и сделала на какое-то время неработоспособным. Наиболее крупным событием университетской жизни первого периода ректорства Боголепова явилось утверждение и введение в действие нового Устава 1884 года, отменявшего выборность ректоров и деканов. В университетах уничтожались корпоративные права студенчества и повышалась плата за обучение. Устанавливалась предметная система преподавания. В период его ректорского срока было основано Московское психологическое общество (1885). В 1891 Боголепов после долгих раздумий принял предложение попечителя Московского учебного округа вновь занять пост ректора Московского университета. Второй период ректорства Боголепова характеризуется интенсивным ростом революционных настроений в студенческой среде. На ректорском посту Боголепов пытался бороться со студенческой активностью, чем вызвал ненависть студентов и вражду либеральных профессоров. Главным пунктом противоречий Боголепова с профессорами-либералами было стремление последних восстановить университетскую автономию, как она существовала при Александре II по уставу 1863 года, тогда как Боголепов был последовательным сторонником устава 1884 года, всякую автономию отменявшего. От студентов он получал угрожающие записки, наподобие следующей: «Есть предел всякому терпению... Студенчество  еще  не  окончательно  задавлено.  Если  будете  продолжать действовать, как рьяный государственный чиновник, то берегитесь!... Наступит час...» В 1893 подал прошение об отставке с поста ректора университета.
До лета 1895 Боголепов продолжал преподавательскую деятельность на юридическом факультете Московского университета.В 1895 году из печати вышел его "Учебник по истории римского права", основу которого составил его курс лекций. Учебник переиздавался в 1900 и 1907 году, а также в 2004. Летом 1895 получил предложение занять должность попечителя Московского учебного округа. Боголепов долго колебался и не принимал решения, но письма, уговоры коллег, желавших видеть разумного и честного человека на таком ответственном посту, побудили его ответить согласием на сделанное предложение. С июля 1895 года Н. П. Боголепов — попечитель Московского учебного округа; в этом же году получил звание заслуженного профессора. Его деятельность на этом посту была направлена прежде всего против попыток превращения учебных заведений в центры революционной пропаганды. В 1897 году было открыто первое студенческое общежитие имени Николая Второго в Грузинах. Идея его открытия возникла у ректора Московского университета профессора П.А. Некрасова, а план их устройства уже был составлен вместе с НП Боголеповым.   
«Новый энциклопедический словарь Брокгауза и Ефрона» оценивает Боголепова-преподавателя следующим образом: «Сложность исторических процессов, связь социального строя с политическими и противоположность классовых интересов не подчеркиваются, однако, в достаточной мере в трудах Боголепова; из чтения их выносится скорее впечатление не о борьбе сил, а о деятельности правообразующей власти, по собственному усмотрению удовлетворявшей народные потребности путем законодательства или управления и тем устранявшей борьбу классов. Вера в силу власти - одна из характерных черт правовоззрения Боголепова. Другая черта - морализирующая тенденция, стремящаяся свести сложные условия деятельности людей прежде всего к свойствам нравственного характера, и отсюда подчеркивание необходимости нравственного воспитания личности. Наконец, Боголепову свойственен крайний педантизм в преподавании.»

### На посту министра

Здание Министерства народного просвещения

В феврале 1898 Боголепов был назначен министром народного просвещения. Продолжил консервативную политику своего предшественника Делянова. По оценке «Нового энциклопедического словаря Брокгауза и Ефрона», Боголепов стремился бороться с революционным возбуждением в студенческой среде «целой системой утопических, недальновидных мер, свидетельствовавших об узости его политического мировоззрения. Из университетов он хотел сделать почти закрытые учебные заведения, стоящие под неусыпным контролем власти, а на строптивых студентов воздействовал мерами морально-полицейского характера. Отсюда, во-первых, установление комплекта студентов и так называемое "прикрепление студентов" к округам, где они получили среднее образование(...); во-вторых, создание при университетах общежитий, на которые при Боголепове были истрачены казной огромные деньги; в-третьих, усиление инспекции во всех высших учебных заведениях помощниками инспектора, из лиц с высшим образованием, с тем, чтобы они несли не только полицейские, но и нравственно-воспитательные обязанности. В преподавании во главу угла были поставлены практические занятия, для усвоения "первоисточников знания"».
Боголепов уделял основное внимание преобразованию начальной и средней школы, устройству и совершенствованию системы народных школ, считая, что хорошо организованная и слаженная работа учреждений начального и среднего образования создаст предпосылки для успешного преобразования системы университетского образования в России. Однако проектам Боголепова не суждено было осуществиться, не получив поддержки ни со стороны императора, ни от членов правительства. Находился в конфликте с министром финансов С. Ю. Витте, который не скрывал своей неприязни к Боголепову и не только не содействовал его реформам, но делал всё, чтобы вынудить его уйти в отставку.
Для пресечения студенческих беспорядков Боголепов прибегал к жестоким мерам. В учебных заведениях инициировал введение должностей инспекторов и помощников инспекторов, которые призваны были наблюдать за поведением студентов; для того чтобы студенты находились под их контролем и во внеучебное время, Боголепов хотел ввести проживание студентов в специальных университетских общежитиях (вместо частных квартир). Он ратовал за создание литературно-научных кружков, призванных отвлечь студенческую молодёжь от «вредных мыслей». Наконец, правительством был принят проект "Временных правил", то есть отдачи бунтующих студентов в солдаты, оказавшаяся роковой лично для Боголепова. Боголепов поддержал "Временные правила", так как считал их мягче практиковавшейся ранее высылке бунтующих студентов с лишением их права на повторное поступление в высшее учебное заведение и запрещением поступать на какую-либо государственную службу. студентов. Согласно "Временным правилалам" студент, отбывший воинскую повинность, мог продолжить обучение в университете.

### Отдача студентов в солдаты
В начале 1899 года по университетам прокатились массовые студенческие волнения, спровоцированные жестоким разгоном полицией в Петербурге не носившего никакого политического характера праздничного шествия студентов. При этом Боголепов настаивал на самых жестких репрессивных мерах против студентов и даже ездил к министру внутренних дел И.Л.Горемыкину требовать, чтобы бунтующими студентами занялась полиция, тогда как Горемыкин считал, что это дело университетского начальства. Для расследования  причин волнений и изыскания способов борьбы со студенческими беспорядками была назначена комиссия под председательством П.С.Ванновского. Боголепов категорически отвергал идеи, что для успокоения студентов необходимо восстановить университетскую автономию и отменить инспекцию; наоборот, но считал необходимым расширение инспекции, а для отвлечения студентов от политики - создание научных кружков под руководством профессоров. В ходе обсуждения мер по борьбе с дальнейшими беспорядками была выдвинута идея отдачи бунтующих студентов в солдаты, поддержанная Боголеповым. 29 июля 1899 г. по докладу министра внутренних дел царем были утверждены «Временные правила об отбывании воинской повинности воспитанниками учебных заведений, удаляемыми из них за учинение скопом беспорядков». Инициатором издания правил общественное мнение считало Боголепова, хотя это было и не так (жена Боголепова утверждала, что инициатива исходила от Витте); но в любом случае Боголепов являлся их последовательным приверженцем. Публикация этих правил не вызвала всеобщего возмущения, поскольку было воспринята пустой угрозой. На практическое применение правил власти решились только через полтора года. В конце 1900 года в киевском университете произошла сходка из-за возмутившего студентов случая: изнасилования девушки двумя студентами университета, представителями «золотой молодежи». Начальство приговорило двух «зачинщиков» к карцеру, они отказались подчиниться и были отчислены из университета. Студенты всем университетом демонстративно проводили уезжавших товарищей на вокзал, после чего устроили в университете новую сходку, требуя отмены наказания карцером и восстановления отчисленных. Сходка в университете была окружена полицией, участники переписаны.  11 января 1901 года в газетах было опубликовано об отдаче в солдаты 183 киевских студентов - наиболее активных участников протестов. Эта новость вызывала взрыв возмущения в русском обществе и в свою очередь новые студенческие волнения, результатом которых стала отдача в солдаты новых студентов По воспоминаниям жандармского генерала А.И.Спиридовича, «В обществе ходили чудовищные рассказы о том суровом режиме, которому    будто бы подвергаются в войсках студенты. Распространялись ложные слухи, что несколько студентов были даже расстреляны (тогда как фактически, отмечает в другом месте Спиридович, студенты оказывались в казармах в привилегированном положении). Молодежь волновалась,  волновалось  и  общество. Создавалось  крайне  враждебное отношение к правительству и, главным образом, к министру народного просвещения Боголепову»

### Убийство

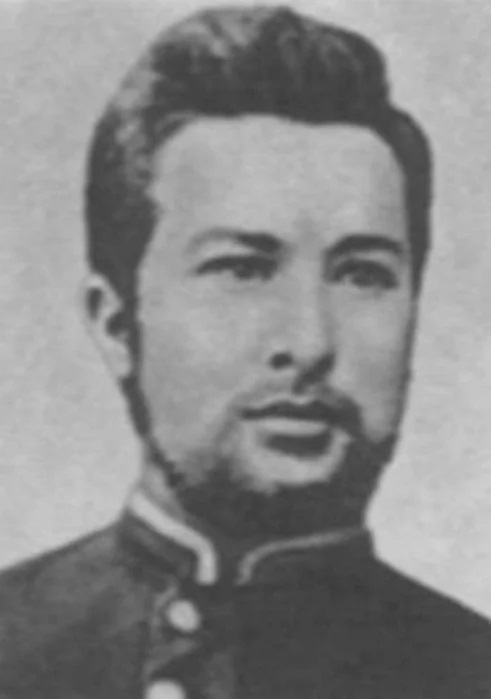
Петр Карпович

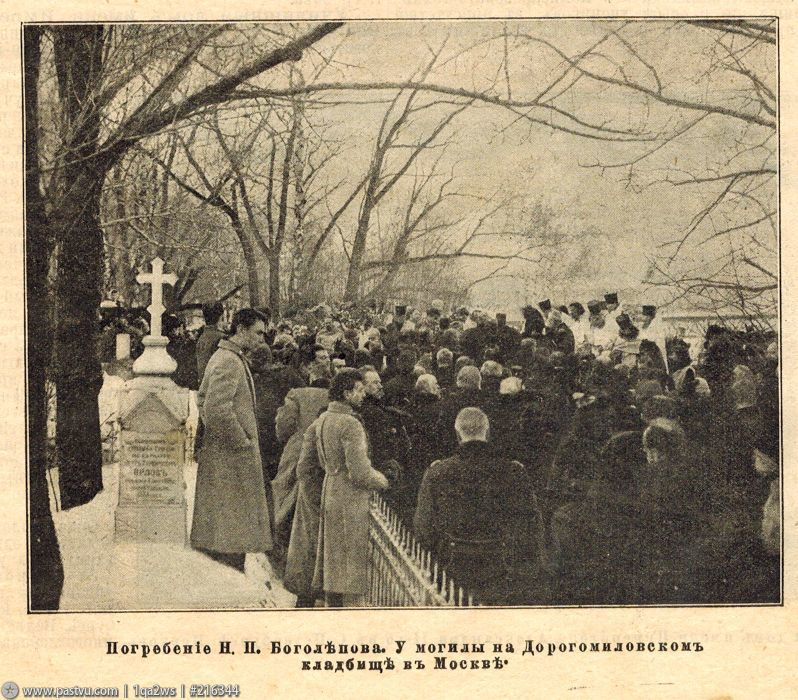
Погребение Н. П. Боголепова на Дорогомиловском кладбище

Во втором часу пополудни 14 февраля 1901 года 26-летний Пётр Карпович, ранее учившийся в Юрьевском и Московском университетах, выстрелил в Боголепова в его министерской приёмной.
Карпович явился на приём к министру с прошением о своем зачислении в Петербургский технологический институт и встал рядом с городским головой Чернигова, пришедшим с ходатайством об открытии в городе реального училища. Последнему Боголепов отказал со словами: «Предоставьте нам удостоверение от помещиков и дворян, что они будут отдавать в училище детей… Мы не желаем открывать училища для разночинцев», что, по признанию Карповича на суде, развеяло его последние сомнения. Затем Боголепов взял у Карповича прошение и повернулся к черниговцу для продолжения разговора, и тогда Карпович выстрелил ему сзади в шею из револьвера «Смит и Вессон». Он был схвачен на месте, скрыться он даже не пытался. Рана Боголепова поначалу казалась не слишком опасной, и выписанный из Берлина врач Бергман дал успокоительные заверения, однако в дальнейшем развилось заражение крови, от которого Боголепов и умер вечером 2 (15) марта 1901 года, спустя 16 дней после покушения.
Уроженец Гомеля Карпович ранее состоял в социал-демократической организации, после отъезда за границу (1899) сблизился социалистами-революционерами, но решение об убийстве Боголепова принял самостоятельно, под впечатлением отдачи в солдаты киевских студентов. По словам самого Карповича: «Это известие дало мне пережить всем моим существом, над какой пропастью ходят сотни людей, лучших людей России. И я решил отомстить.» Он был приговорен к 20 годам каторги, но через несколько лет сбежал и оказался за границей. Он был не одинок в таком стремлении, после отдачи студентов в солдаты идея убийства Боголепова бродила в революционной студенческой среде. Борис Савинков вспоминает, что в «Петербургский союз борьбы за освобождение рабочего класса», к которому он тогда принадлежал, обращался  Алексей Покотилов, приехавший из Киева со специальной целью убийства Боголепова, но содействия не получил, так как «убийство министра народного просвещения казалось тогда нам ненужным и едва ли возможным».
Боголепов был похоронен на Дорогомиловском кладбище; 23 августа 1946 года перезахоронен на 2-м участке Востряковского кладбища.
В начале XXI века могила Николая Павловича Боголепова была в запустении и в 2013 году, вместе с другими захоронениями, была ликвидирована как бесхозная.

## Общественная реакция на убийство Боголепова
Максим Горький впоследствии описывал общественные настроения после убийства Боголепова и особенно последовавшего год спустя убийства министра  внутренних дел Д.С.Сипягина (убит Степаном Балмашёвым, бывшим в числе 183 студентов, отданных в солдаты) как радостное оживление, и сравнивал общее настроение с «настроением зрителей в театре после первого акта драмы, сильно заинтересовавшей их». Газета эсеров «Революционная Россия» писала в своем майском номере за 1901 год: «Выстрел в Боголепова не случайность. Это самый естественный акт, которым можно и должно было ответить на репрессии. Его ждали. Не студенческие организации, не мы – революционеры. Его ждало все общество, встретившее смерть Боголепова как необходимость, без содрогания перед убийством, без жалости к потерпевшему. Карпович внес в движение то, что ему недоставало – личную решимость, и тем вывел его на единственно верный путь – прямой и самоотверженной борьбы».
В студенческих кругах на убийство Боголепова немедленно была сложена песенка, ставшая чрезвычайно популярной:

«Радуйтесь, честные правды поборники,

Близок желанный конец!

Дрогнуло царство жандармов и дворников,

Умер великий подлец»

— В. И. Чичеров. Вопросы истории и теории народного творчества. — М.: Советский писатель, 1959. — С. 206

## Оценки современников
Малый энциклопедический словарь Брокгауза и Ефрона (автор статьи - коллега Боголепова по Московскому университету В.Ф.Дерюжинский, преподававший там полицейское право) в статье о Боголепове передает общее отношение к нему более либеральных коллег, рисуя облик сухого, чёрствого, ограниченного реакционера, в то же время отмечая, что «его нравственная личность» была проникнута «сознанием долга и неуклонностью в проведении его педагогических взглядов». С.Ю.Витте в своих воспоминаниях пишет: «Боголепов был весьма порядочный, корректный и честный человек, но он держался крайне реакционных взглядов. Его реакционные меры несомненно возбудили университет, -- хотя я не могу не признать, что все таки Боголепов действовал закономерно, и что его режим в 1901 году, хотя и был реакционный, но закономерный и благородный.»
В то же время другой коллега по университету, математик П. А. Некрасов так описывает Боголепова: «(он) был самым последовательным, горячим и истинным прогрессистом не только по своим стремлениям, но и действиям. Тем не менее, либералы наши считают его не своим человеком, так как он расходится с ними коренным образом. Он не верил в их способы работы, требующие ломки русской жизни по чужому образцу, считал такие способы противоестественными, сочувствуя лишь тем приёмам усовершенствования, которые являются нормальным продолжением и развитием коренных основ русской жизни».

## Труды
- Значение общенародного гражданского права (jus gentium) в римской классической юриспруденции. — Москва: тип. Грачева и К°, 1876
- Формальные ограничения свободы завещаний в римской классической юриспруденции. — М., 1881
- Пособие к лекциям по истории римского права. — Москва: Унив. тип., 1890
- Учебник истории римского права. — Москва: Унив. тип., 1895 (переизд. 1900, 1907; современное издание — М.: Зерцало-М, 2014)

## Награды
Российские:
- Орден Святого Станислава 2-й степени (08.01.1882),
- Орден Святого Владимира 3-й степени (01.01.1887),
- Орден Святого Станислава 1-й степени (01.01.1890),
- Орден Святой Анны 1-й степени (01.01.1898).

Иностранные:
- Румынский орден Короны 1-й степени (1899).